# Gayfield Park
Gayfield Park é um estádio de futebol da cidade de Arbroath, Escócia. Pertence ao time Arbroath FC.
O Estádio é situado de frente para o mar, ao oeste do porto de Arbroath, na borda sul da cidade. De fato não existe nenhum outro estádio tão perto do mar no Reino Unido. Devido sua localização ao lado do Mar do Norte, no inverno ele fica muito exposto ao frio rigoroso e aos ventos fortes. O primeiro estádio foi construído nesse local em 1920, a Cerimônia de Abertura foi em 1925.
O Estádio tem capacidade para 4.125 pessoas. A única área de acentos é nova e é coberta. Os lugar foi aberto em 2002 e assenta 714 espectadores. Os outros 3 lados do estádio: de frente pro mar, o terraço do leste e o porto. Estes são descobertos, com exceção de uma pequena parte no centro do terraço que tem um telhado. O tamanho do campo é 115 x 71 jardas (105 x 65 metros).